# Defecto

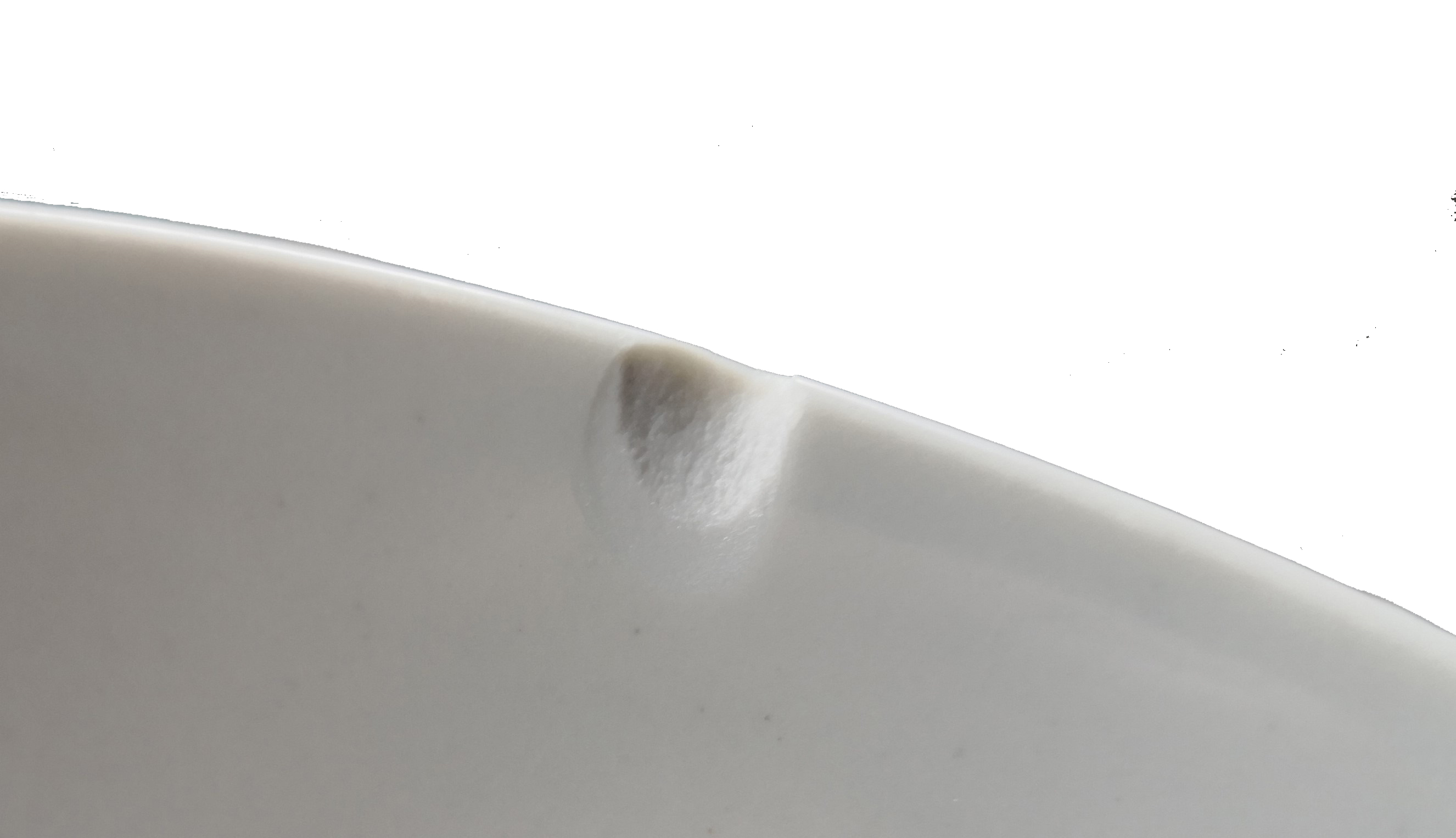
Un ejemplo de defecto de astillado.

Se llama defecto a la carencia falta de las cualidades propias y naturales de una cosa o a cualquier imperfección natural o moral.
No es la sola carencia de una cualidad o perfección o el grado limitado de poseerla, sino estas mismas negaciones cuando afectan a un sujeto, cuya naturaleza concreta requería la dicha cualidad o perfección o un grado superior en ella. Esta idea es la que etimológicamente expresa la palabra, ya se derive del verbo latino deficere, faltar, o de fallere, engañar; en ambos casos indica privación de una cualidad necesaria, cuya ausencia hace que la cosa sea deficiente, incompleta, irregular o imperfecta.
Aunque son sinónimas en el lenguaje ordinario las voces defecto, imperfección, vicio y falta, lo son solo parcialmente; la imperfección se halla en los objetos de por sí completos e incluso excelentes, y en los que no aparece defecto por tal concepto; es defecto que falte un brazo en el cuerpo humano, pero en él, por otra parte, bien conformado, es imperfección que no sean iguales ambos brazos; el defecto, por tanto, es más profundo que la imperfección. Por el contrario, el vicio encarece el defecto y tiende como a corromper y desordenar todo el ser, en la falta se connota el defecto de alguna manera causado por un agente moral.
Los defectos reciben varias denominaciones, según puede verse en Santo Tomás en la Summa Theologiae, III, q. 14 y 15: pueden ser físicos y morales, corporales o espirituales, estáticos y dinámicos, a saber, que afectan los seres en sí o en sus operaciones o funciones.

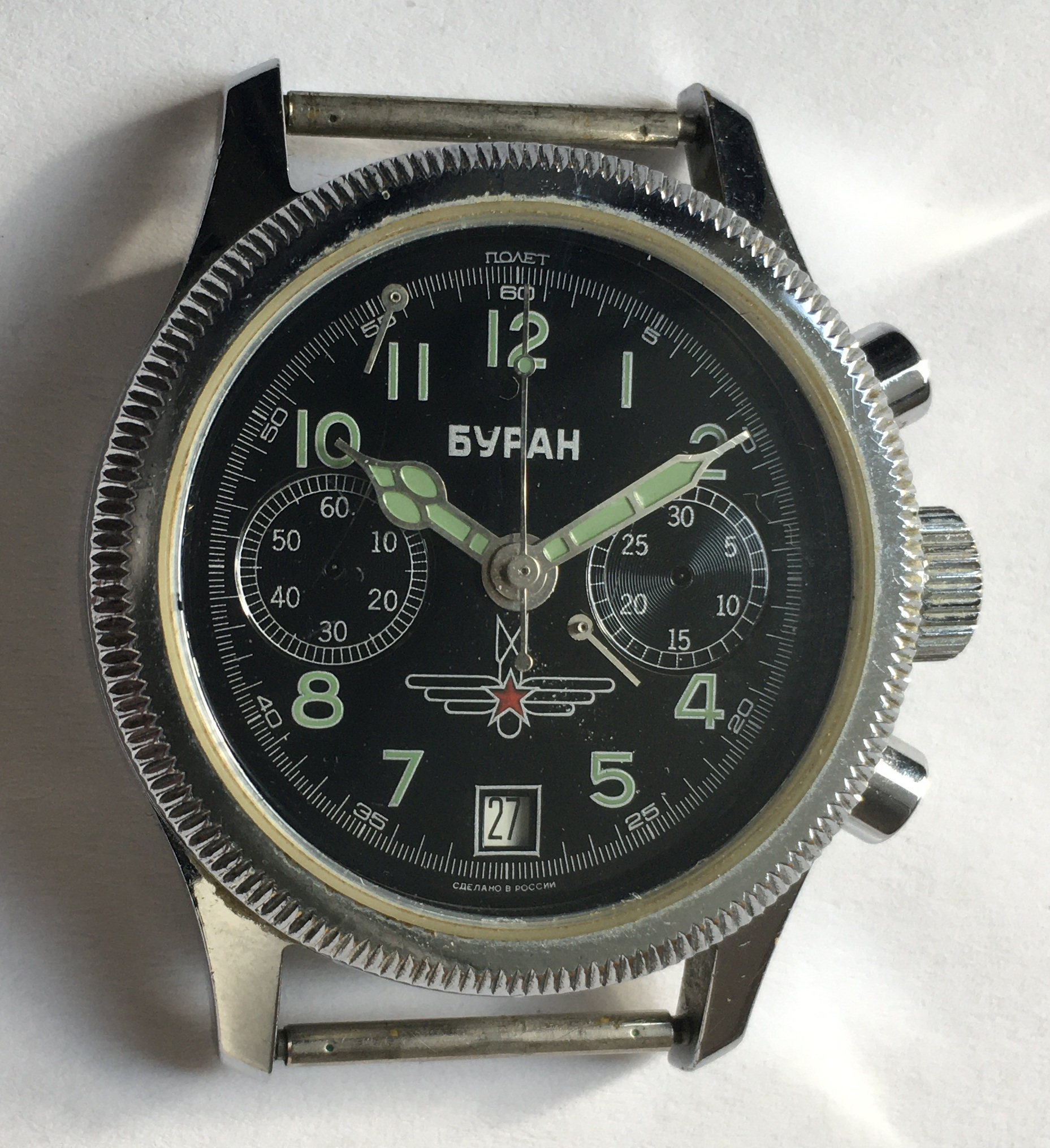
Reloj Poljot Buran defectuoso. Cronógrafo con dos pequeñas agujas de reloj sueltas. Las manecillas son de las esferas pequeñas izquierda y derecha del centro. Una de las agujas de reloj sueltas se puede ver arriba a la izquierda, la otra está colocada directamente a la derecha debajo del eje central de las agujas de reloj principales.

En el campo industrial, puede considerarse un defecto de fabricación aquel que se produce durante la creación de un producto, llegando a afectar solo a algunos ejemplares. En caso de que el producto final no cumpla con las expectativas esperadas, se trataría de un defecto de diseño, el cual afectaría a todas las unidades de la producción.

## En la literatura

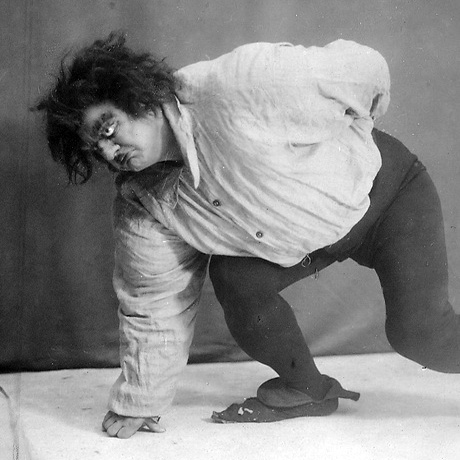
El actor teatral Alexander Ostuzhev como Quasimodo, 1925.

El ejemplo clásico por antonomasia de un personaje con defectos físicos sería Quasimodo, un deforme joven jorobado que se encarga de las campanas de la catedral de Notre-Dame en Nuestra Señora de París, una novela escrita por Victor Hugo, publicada en 1831.